# Raimundo Louro
Raimundo Gomes de Oliveira (Capanema, 24 de Maio de 1924 — Rio Branco, 5 de Agosto de 2012), mais conhecido como Raimundo Louro, foi um educador brasileiro conhecido também como o General da educação acreana; eterno diretor do Colégio Acreano, por votação popular é a maior personalidade da educação acreana no século XX.

## Biografia
Nasceu em 24.05.1924, em Capanema, no Pará, filho de pais José Vicente de Oliveira e Vandira Gomes de Oliveira. Aos 2 anos de idade sua família chegou em Sena Madureira onde passou parte de sua meninice. Formado no  primário no Grupo Escolar 7 de Setembro; fez o ensino fundamental no Colégio Acreano; ensino médio na Escola Normal Lourenço Filho; graduação bacharel em Direito, Universidade Federal do Acre. Sua carreira como professor teve início na década de 1950, no Governo de Guiomard dos Santos, donde se estendeu até o ano de 1999, passando pelas escolas:
- Lourenço Filho;
- Escola Técnica de Comércio Acreano;
- Ginásio Nossa Senhora das Dores;
- Instituto Divina Providência (em Xapuri, de 1955 a 1958);
- Escolar João Ribeiro (Tarauacá, entre 1959 e 1963);
- Colégio Acreano (Rio Branco, entre 1965 e 1999).

Em 1965, foi nomeado vice-diretor do Colégio Acreano, já no ano seguinte, assumiu o cargo de diretor da instituição, função esta que o evidenciou como um dos maiores educadores acreanos. Devida a sua gestão, o Colégio Acreano se transformou em uma das mais destacadas instituições de ensino acreano e da Região Norte.

## Honrarias
O professor Raimundo Gomes de Oliveira recebeu durante sua dedicação ao ensino acreano, em especial no Colégio Acreano, várias de homenagens tais como: placas comemorativas, versos, cartões, poemas, festas surpresas, troféus, comendas, todas em vida, como reconhecimento aos seus relevantes serviços prestados ao desenvolvimento de ensino e importância para sociedade acreana, como sejam:
- Honra ao Mérito – Universidade Federal do Acre;
- Educador do Ano – Imprensa escrita do Acre;
- Ordem da Estrela do Acre no grau “CAVALHEIRO“ – Governo do Estado do Acre,
- Medalha de Mérito Funcional – Governo do Estado do Acre;
- Cidadão Rio-branquense – Câmara Municipal de Rio Branco;
- Medalha de Honra ao Mérito Educacional – Conselho Educacional de Educação;
- Certidão de Relevantes Serviços Prestados – Poder Judiciário;
- Medalha Cel. Manoel Fontinnelle de Castro – Polícia Militar do Estado do Acre;

Ainda foi homenageado com o nome de uma escola, assim denominada de “Prof. Raimundo Gomes de Oliveira“

## Cultura
Foi escolhido pela  Escola de Samba Unidos da Cadeia Velha no ano de 1990 como tema central do samba enredo.